# Strohkirchen
Strohkirchen is een gemeente in de Duitse deelstaat Mecklenburg-Voor-Pommeren, en maakt deel uit van het Landkreis Ludwigslust-Parchim.
Strohkirchen telt 321 inwoners.